# Terraforming Mars: Ares-Expedition
Terraforming Mars: Ares Expedition ist ein strategisches Brett- und Kartenspiel des schwedischen Spieleautors Jacob Fryxelius zusammen mit Sydney Engelstein und Nick Little für bis zu vier Personen aus dem Jahr 2021. Das Spiel baut auf dem Spiel Terraforming Mars von Fryxelius aus dem Jahr 2016 auf und übernimmt die darin entwickelte Spielmechanik, besitzt allerdings einen deutlich reduzierten Spielplan und stellt damit die Karten mehr in den Vordergrund. Es erschien zuerst bei FryxGames und Stronghold Games in den Vereinigten Staaten, in Deutschland wird das Spiel seit 2022 über den Schwerkraft-Verlag vertrieben.

## Thema und Ausstattung
Bei dem Spiel handelt es sich um ein Brett- und Kartenspiel, bei dem die Mitspieler wie bei Terraforming Mars in der Rolle jeweils eines Konzerns mit Hilfe von Projektkarten versuchen, den Planeten Mars für Menschen bewohnbar zu machen (Terraforming). Die Spieler nutzen dabei Karten, um Technologien aufzubauen und mit diesen Ressourcen zu gewinnen sowie den Sauerstoffgehalt der Atmosphäre, die Temperatur und die Oberfläche des Mars für eine Besiedlung durch Menschen zu verändern und bewohnbar zu machen. Durch diese Prozesse können die Mitspieler einen guten Terraformwert erreichen und Siegpunkte sammeln. Der Terraformwert bedingt das Basiseinkommen in MegaCredits (M€) und den Basispunktestand des Spielers. Sieger des Spiels ist, wer bei Erreichen der angestrebten Umweltbedingungen des Planeten die meisten Siegpunkte hat.
Das Spielmaterial besteht neben der Spielanleitung aus:
- einem Spielbrett mit einer Marskarte, Anzeigeleisten für die drei globalen Parameter und für den Terraformwert der Spieler
- vier Spielertableaus mit Anzeigen für das Einkommen und Produktionsleisten für die Ressourcen der Spieler sowie Ablagebereiche für Ressourcen und Energie,
- 12 Konzernkarten,
- 208 verschiedene Projektkarten,
- 20 Phasenkarten,
- 5 Phasenmarker,
- 52 Spielermarker in Form von Kunststoffwürfelchen in vier Farben,
- 148 Ressourcenmarker in Form von Kunststoffwürfelchen,
- zwei Spielbrettmarker,
- neun Ozeanplättchen und
- 24 Waldplättchen

## Spielweise

### Spielvorbereitung
Zu Beginn des Spiels wird das Spielbrett in der Tischmitte platziert und vorbereitet. Die neun Ozeanplättchen sowie die weißen Marker für die Temperatur und den Sauerstoffgehalt kommen auf die Startpositionen bei −30 °C und 0 % Sauerstoff der entsprechenden Anzeigeleisten. Die fünf Phasenmarker, die Ressourcenmarker und die Waldplättchen werden neben das Spielbrett gelegt. Der vorbereitete und gemischte Projektkartenstapel wird ebenfalls neben dem Spielbrett abgelegt.
Die Spieler suchen sich jeweils eine Farbe aus und bekommen die entsprechenden Spielermarker, das Spielertableau und jeweils ein Set Phasenkarten. Jeder Spieler setzt jeweils einen der farbigen Marker auf die Felder 0 der Produktionsleisten und einen Marler auf die 5 der Siegpunkt bzw. Terraformwert-Leiste auf dem Spielbrett. Jeder Mitspieler bekommt zwei Konzernkarten zugelost und wählt von diesen einen aus, danach bekommen alle Spieler die entsprechenden Startressourcen. Danach zieht jeder Spieler acht Projektkarten für seine Kartenhand.

### Spielgeschehen
Das Spiel wird in Runden gespielt, wobei die Spieler in jeder Runde mehrere Phasen durchlaufen, die sie vorher wählen: die Entwicklungsphase, die Bauphase, die Aktionsphase, die Produktionsphase und die Forschungsphase. In den Runden und den verschiedenen Phasen spielen grundsätzlich alle Spieler gleichzeitig, es gibt keinen Startspieler.
Zu Beginn jeder Runde wählen alle Spieler gleichzeitig eine Phasenkarte aus und legen diese verdeckt vor sich aus. Danach werden alle Karten gleichzeitig aufgedeckt und es wird bestimmt, welche Phasen in dieser Runde gewählt wurden und gespielt werden. Ab der zweiten Runde wird die gewählte Phasenkarte immer verdeckt auf die Karte der Vorrunde gelegt, sodass ein Spieler nie in zwei aufeinanderfolgenden Runden die gleiche Karte wählen kann. Danach werden immer nur die von den Spielern gewählten Phasen gespielt, nicht gewählte Phasen finden nicht statt:
1. Entwicklungsphase: eine grüne Projektkarte auslegen
2. Bauphase: eine blaue oder rote Projektkarte auslegen
3. Aktionsphase: Aktionen durchführen
4. Produktionsphase: Geld und Ressourcen produzieren
5. Forschungsphase: neue Karten ziehen

Alle Spieler spielen weiterhin parallel und führen die auf den Phasenkarten angegebenen Möglichkeiten durch. Für die jeweilige Phase, die ein Spieler gewählt hat, erhält dieser einen auf der Karte angegebenen Bonus.
Sowohl in der Entwicklungsphase als auch in der Bauphase werden Projektkarten aus der Hand gespielt. Die Karten enthalten jeweils eine Angabe zu den Kosten, die diese Karte hat, sowie zu den Voraussetzungen, die gegeben sein müssen, damit die gespielt werden kann. Die Kosten werden in M€ vom eigenen Spielertableau bezahlt, die Voraussetzungen können sich auf bestimmte Umweltbedingungen auf dem Spielbrett oder auf bereits ausliegende Karten beziehen. Grüne Karten, die in der Entwicklungsphase gespielt werden, bedingen in der Regel die Ressourcen, die ein Spieler in der Produktionsphase bekommt, rote Karten haben meist direkte einmalige Effekte und blaue Karten definieren dauerhafte Effekte und Aktionen für die Aktionsphase. Sollte ein Spieler nicht ausreichend Geld für eine Karte haben, kann er jederzeit für je 3 M€ eine Karte von seiner Hand abwerfen.
Während der Aktionsphase können die Spieler sowohl Aktionen von ihren ausliegenden Karten sowie verschiedene Standardaktionen durchführen. Die möglichen Standardaktionen sind:
- Wald anpflanzen (Waldplättchen) und Sauerstoffgehalt erhöhen mit einem Einsatz von 20 M€,
- Temperatur erhöhen mit einem Einsatz von 14 M€,
- Wald anpflanzen und Sauerstoffgehalt erhöhen mit einem Einsatz von acht Pflanzenressourcen,
- Temperatur erhöhen durch den Einsatz von acht Wärmeressourcen, oder/und
- Ozeanplättchen umdrehen mit einem Einsatz von 15 M€.

In der Produktionsphase bekommen die Spieler ihre auf dem Spieltableau festgelegten Ressourcen. Jeder Spieler bekommt Geld entsprechend der Summe aus seinem Terraformwert und seiner M€-Produktion sowie Wärme- und Pflanzenressourcen aus seiner Produktion und legt sie auf sein Tableau. In der Forschungsphase werden neue Projektkarten gezogen, wobei immer aus zwei Karten eine Karte ausgewählt und eine abgeschmissen wird. Am Ende der Runde muss die Anzahl der Handkarten auf 10 reduziert werden, überschüssige Karten werden für je 3 M€ verkauft.

### Spielende und Wertung
Das Spiel endet nach der Runde, in der die angestrebten Umweltbedingungen des Planeten mit ausreichend Sauerstoff zum Atmen (14 %), für erdähnliches Wetter ausreichend Ozeane (9) und eine Temperatur deutlich über dem Gefrierpunkt (+8 °C) erreicht sind. Die Spieler erhalten dann Siegpunkte für ihren Terraformwert, ihre Waldplättchen sowie die Siegpunkte auf ihren ausgespielten Karten.

## Veröffentlichung
Das Spiel Terraforming Mars: Ares-Expedition wurde von dem schwedischen Spieleautor Jacob Fryxelius zusammen mit Sydney Engelstein und Nick Little auf der Basis des Spiels Terraforming Mars entwickelt. 2021 startete er mit seinem Verlag FryxGames und dem Verlag Stronghold Games eine Crowdfunding-Kampagne auf kickstarter.com, bei der 16.903 Unterstützer mehr als 1,2 Millionen US$ zur Finanzierung beisteuerten und so die Realisierung ermöglichten. Das Spiel erschien 2021 entsprechend zuerst in den Vereinigten Staaten, wurde jedoch bereits im gleichen Jahr international bei verschiedenen Partnerverlagen in Lizenz veröffentlicht. In Deutschland wird das Spiel wie auch sein Vorgänger über den Schwerkraft-Verlag vertrieben.
Neben mehreren einzelnen Promo-Karten, die zum großen Teil bereits als Bonuskarten bei der kickstarter-Kampagne enthalten waren, erschienen 2022 auch die ersten drei Erweiterungen des Spiels: Foundations (Fundamente), Crisis (Krisen) und Discovery (Entdeckungen). Sie ergänzen das Spiel um weitere Karten und Mechaniken und ermöglichen es, das Spiel mit bis zu sechs Spielern zu spielen.

## Resonanz
Das Spiel wurde in den Kritiken weitgehend positiv aufgenommen und naturgemäß mit dem Vorgänger Terraforming Mars verglichen. So schreibt ein Rezensent auf brettspielbox.de: „Terraforming Mars - Ares Expedition versucht, das Spielgefühl von Terraforming Mars in ein kleineres und schnelleres Format zu packen. Und das macht es sehr gut. Wer jetzt allerdings Terraforming Mars auf Speed erwartet, wird enttäuscht werden. Die Spielzeit wird trotzdem nicht unter einer Stunde bleiben.“ Nach einer Rezension der „Spielkultisten“ erinnert es allerdings eher an das kurzweilige Spiel Race for the Galaxy.
Terraforming Mars: Ares Expedition wurde bei Deutschen Spielepreis 2022 auf den zehnten Platz gewählt.

## Belege
1. 1 2 3 4 5 6 7 8 9 10 11  Spieleanleitung Terraforming Mars: Ares-Expedition, Schwerkraft-Verlag 2021
2. ↑  Terraforming Mars: Ares Expedition auf kickstarter.com; abgerufen am 21. Januar 2023.
3. ↑  Versionen von Terraforming Mars: Ares Expedition in der Spieledatenbank BoardGameGeek (englisch); abgerufen am 21. Januar 2023.
4. ↑  Terraforming Mars: Ares-Expedition – Promo Cards in der Spieledatenbank BoardGameGeek (englisch); abgerufen am 21. Januar 2023.
5. ↑  Terraforming Mars: Ares-Expedition – Foundations in der Spieledatenbank BoardGameGeek (englisch); abgerufen am 21. Januar 2023.
6. ↑  Terraforming Mars: Ares-Expedition – Crisis in der Spieledatenbank BoardGameGeek (englisch); abgerufen am 21. Januar 2023.
7. ↑  Terraforming Mars: Ares-Expedition – Discovery in der Spieledatenbank BoardGameGeek (englisch); abgerufen am 21. Januar 2023.
8. ↑  Terraforming Mars: Ares-Expedition auf brettspielbox.de, 5. Mai 2022; abgerufen am 21. Januar 2023.
9. ↑  Race for the Mars auf spielkultisten.de, 5. Mai 2022; abgerufen am 21. Januar 2023.